# Jan Maciejewski (dziennikarz)
Jan Maciejewski (ur. w 1990 w Mysłowicach) – polski dziennikarz i publicysta.

## Życiorys
Studiował filozofię na Uniwersytecie Jagiellońskim w Krakowie. Był redaktorem naczelnym czasopisma Klubu Jagiellońskiego Pressje. Członek redakcji, autor oraz stały felietonista weekendowego wydania Rzeczpospolitej – Plus Minus, gdzie prowadzi autorski cykl W kontrapunkcie. Wcześniej publikował też na łamach portalów Teologia Polityczna, Rebelya i Magazynu Kontra. Współpracownik think tanku Strategy&Future.
W 2023 został laureatem Nagrody Identitas, przyznawanej pisarzom, którzy nie przekroczyli 41. roku życia. Otrzymał ją za książkę Milczenie katedry, na który składają się opublikowane wcześniej felietony prasowe. Za tę samą książkę otrzymał też w 2023 nagrodę Feniks w kategorii eseistyka.

## Życie prywatne
Mąż Aleksandry, z którą ma czworo dzieci: Juliusza, Anielę, Stefana i Urszulę. Mieszka w Krakowie.

## Publikacje książkowe
- Nic to! Dlaczego historia Polski musi się powtarzać?, Wydawnictwo Literackie, Kraków 2025, ISBN 978-83-08-08571-4
- Już pora: miesiące i godziny, Teologia Polityczna, Warszawa 2024, ISBN 978-83-67065-51-1
- Milczenie katedry: felietony i portrety, Teologia Polityczna, Warszawa 2022, ISBN 978-83-67065-16-0